# Gioia infinita
Gioia infinita è un singolo del gruppo musicale rock italiano Negrita, pubblicato il 21 aprile 2009 e contenuto all'interno del loro settimo album HELLdorado.
A distanza di 7 anni, l'11 aprile 2016 viene certificato disco d'oro.

## Descrizione
Gioia infinita è stato scritto da Fabrizio Barbacci, Enrico Salvi, Paolo Bruni, Cesare Petricich, Franco Li Causi e Roy Paci, ed è stato incluso nell'album dei Negrita HELLdorado, da cui è stato estratto come terzo singolo, dopo Radio Conga. Il brano è stato reso disponibile per l'airplay radiofonico e per il download digitale a partire dal 21 aprile 2009. Gioia infinita figura la collaborazione di Roy Paci alle trombe e del cantante Juanes, in una speciale versione del brano pubblicata sul singolo. Ha ricevuto un ottimo riscontro radiofonico.

## Video musicale
Il videoclip di Gioia infinita è stato prodotto e diretto da Paolo Soravia nella zona di  Lecce. Il video mostra i componenti del gruppo all'interno di un'automobile decappottabile mentre guidano lungo una assolata strada di campagna deserta, vestiti da donne. A queste immagini se ne alternano altre, ugualmente surreali, di gente vestita da clown o uomini con una maschera di cervo. Nel video compare anche Roy Paci, insieme a due personaggi di Erchie: Scuppetta e Zzuzzuiu.

## Tracce
1. Gioia Infinita (Soul Mix) – 4:20
2. Gioia Infinita (feat. Juanes) (Soul Mix) – 4:20

## Classifiche
| Classifica (2009) | Posizione massima |
| ----------------- | ----------------- |
| Italia            | 16                |